# Grand Prix Formule 1 van Nederland
De Grand Prix van Nederland (ook wel de Heineken Grote Prijs van Nederland en Formula 1 Heineken Dutch Grand Prix) is een race uit de Formule 1 die tussen 1952 en 1985 dertigmaal gehouden werd. De eerste twee jaren, 1948 en 1949, waren er twee Grands Prix verreden als Grand Prix van Zandvoort, maar dit was nog geen Formule 1. In de jaren 1950 en 1951 waren het wel Formule 1-races maar die behoorden niet bij het officiële Formule 1-kampioenschap dat in 1950 begon. Na een afwezigheid van 35 jaar zou de race in 2020 terugkeren op Circuit Zandvoort, maar in het kader van maatregelen ter bestrijding van de coronacrisis in Nederland werd dit uitgesteld tot 2021. In 2026 zal deze reeks worden afgesloten, en  daarna komt de Grand Prix voorlopig niet meer terug in Nederland. In het laatste jaar wordt de zesendertigste Formule 1-race verreden en zal er tevens een sprint verreden worden.

## Geschiedenis
In jaren 1930 werden er in Zandvoort stratenracewedstrijden gehouden op de klinkerweg in de plaats. Tijdens de eerste jaren van de Duitse bezetting van Nederland (1940-1945) kreeg het voorgestelde circuit een impuls, toen er een lange rechte weg door de plaats werd aangelegd. De burgemeester van Zandvoort, Van Alphen, die reeds voor het uitbreken van de oorlog de voordelen van de aanleg van een permanent autocircuit voor zijn badplaats had ingezien, had de bezetters ervan weten te overtuigen dat de bergen puin die her en der in de badplaats verspreid lagen, prima konden worden gebruikt voor de aanleg van een lange, rechte 'Paradestrasse' voor de overwinnaars van de oorlog. Van Alphen had uiteraard een geheel andere overwinnaar in gedachten, maar bereikte hiermee dat een aantal bewoners van Zandvoort aan deze weg mochten blijven werken en zodoende niet naar Duitsland hoefden om daar dwangarbeid te gaan verrichten. De puinlaag vormde bovendien een uitstekende ondergrond voor een gedeelte van het circuittracé. Later werd deze weg samen met enkele andere wegen door de Duitse bezetters gebruikt om de kustverdedigingswerken te bereiken.
Na de oorlog werden enkele van deze wegen verbreed en samengevoegd. Met advies van Sammy Davis, winnaar van de 24 uur van Le Mans uit 1927, werd een racecircuit ontwikkeld. De eerste race vond plaats in 1948, toen nog onder de naam Grand Prix van Zandvoort. De race werd gewonnen door de Thaise Prince Bira in een oude Maserati. Tweede en derde werden de Britse coureurs Tony Rolt en Reg Parnell. In het volgende jaar werd de wedstrijd gereden volgens de regels van de Formule 1. Deze wedstrijd werd gewonnen door Luigi Villoresi in een Alfa Romeo.
Vanaf 1950 heette de Grand Prix officieel de Grand Prix van Nederland in dat jaar won de Fransman Louis Rosier de eerste editie met een Talbot-Lago. Maar het zou nog tot 1952 duren voordat de Grand Prix van Nederland deel zou uitmaken van het officiële Wereldkampioenschap Formule 1. Vrijwel jaarlijks tot halverwege de jaren 80 zou de Grand Prix van Nederland deel uitmaken van de Formule 1.
In de jaren 70 was het circuit tweemaal het terrein van een fataal ongeluk. Bij de Grand Prix van 1970 kwam de  Britse coureur Piers Courage om het leven. Zeer tragisch was ook het verloop van de Grand Prix van 1973. Roger Williamson kwam om het leven in de achtste ronde. Zijn auto kreeg een lekke band waardoor de auto crashte en op de kop kwam te liggen. Williamson kon niet uit zijn brandende auto komen. De coureur David Purley stopte een ronde later om Williamson te helpen, maar in zijn eentje kon hij de auto niet recht tillen. Baanofficials boden geen adequate hulp, waarna Purley de enige aanwezige brandblusser van een official pakte en deze vergeefs leegspoot op de auto van Williamson. 
Tussen 1986 en 2019 was de Grand Prix van Nederland niet opgenomen in het wereldkampioenschap Formule 1.
Vanaf het seizoen 2020, na een afwezigheid van 35 jaar, zou de race terugkeren op de kalender onder de naam "Heineken Dutch Grand Prix". Op 19 maart 2020 werd bekendgemaakt dat de Grand Prix Formule 1 van Nederland in Zandvoort van 3 tot 5 mei 2020 niet zou doorgaan in verband met de coronapandemie. De race werd in eerste instantie uitgesteld. Op 28 mei werd bekendgemaakt dat het evenement in 2020 definitief geen doorgang zou vinden. De race zou verreden kunnen worden zonder publiek, maar de organisatoren besloten de wedstrijd uit te stellen tot 2021.
De organisator van de race heeft in december 2022 een contract getekend met de FOM om de race te kunnen organiseren tot en met 2025. Eind 2024 werd bekend dat dit contract met een jaar is verlengd, waardoor in 2026 de voorlopig laatste editie van deze Grand Prix zal plaatsvinden.

## Winnaars van de Grands Prix

### Winnaars van de Grand Prix van Nederland
- Een roze achtergrond geeft aan dat deze race onderdeel was van de Grand Prix-seizoenen tot en met 1949 of een niet-kampioenschapsronde, van 1952 tot en met 1985 behoorde de race tot het officiële Formule 1-wereldkampioenschap. In het Formule 1-seizoen 2020 zou de Grand Prix van Nederland terugkeren, maar vanwege de coronapandemie werd de wedstrijd afgelast. In 2021 kwam de Grand Prix alsnog naar Circuit Zandvoort. De race werd gewonnen door Max Verstappen. Jim Clark won de Grand Prix viermaal en is daarmee recordhouder.

| Jaar        | Coureur                                        | Constructeur                                   | Locatie                                        | Verslag                                        |
| ----------- | ---------------------------------------------- | ---------------------------------------------- | ---------------------------------------------- | ---------------------------------------------- |
| 2025        |                                                |                                                | Zandvoort                                      | Verslag                                        |
| 2024        | Lando Norris                                   | McLaren-Mercedes                               | Zandvoort                                      | Verslag                                        |
| 2023        | Max Verstappen                                 | Red Bull Racing-Honda RBPT                     | Zandvoort                                      | Verslag                                        |
| 2022        | Max Verstappen                                 | Red Bull Racing-RBPT                           | Zandvoort                                      | Verslag                                        |
| 2021        | Max Verstappen                                 | Red Bull Racing-Honda                          | Zandvoort                                      | Verslag                                        |
| 2020        | Grand Prix afgelast vanwege de coronapandemie. | Grand Prix afgelast vanwege de coronapandemie. | Grand Prix afgelast vanwege de coronapandemie. | Grand Prix afgelast vanwege de coronapandemie. |
| 2019 - 1986 | Grand Prix niet verreden.                      | Grand Prix niet verreden.                      | Grand Prix niet verreden.                      | Grand Prix niet verreden.                      |
| 1985        | Niki Lauda                                     | McLaren-TAG                                    | Zandvoort                                      | Verslag                                        |
| 1984        | Alain Prost                                    | McLaren-TAG                                    | Zandvoort                                      | Verslag                                        |
| 1983        | René Arnoux                                    | Ferrari                                        | Zandvoort                                      | Verslag                                        |
| 1982        | Didier Pironi                                  | Ferrari                                        | Zandvoort                                      | Verslag                                        |
| 1981        | Alain Prost                                    | Renault                                        | Zandvoort                                      | Verslag                                        |
| 1980        | Nelson Piquet                                  | Brabham-Ford                                   | Zandvoort                                      | Verslag                                        |
| 1979        | Alan Jones                                     | Williams-Ford                                  | Zandvoort                                      | Verslag                                        |
| 1978        | Mario Andretti                                 | Lotus-Ford                                     | Zandvoort                                      | Verslag                                        |
| 1977        | Niki Lauda                                     | Ferrari                                        | Zandvoort                                      | Verslag                                        |
| 1976        | James Hunt                                     | McLaren-Ford                                   | Zandvoort                                      | Verslag                                        |
| 1975        | James Hunt                                     | Hesketh-Ford                                   | Zandvoort                                      | Verslag                                        |
| 1974        | Niki Lauda                                     | Ferrari                                        | Zandvoort                                      | Verslag                                        |
| 1973        | Jackie Stewart                                 | Tyrrell-Ford                                   | Zandvoort                                      | Verslag                                        |
| 1972        | Grand Prix niet verreden.                      | Grand Prix niet verreden.                      | Grand Prix niet verreden.                      | Grand Prix niet verreden.                      |
| 1971        | Jacky Ickx                                     | Ferrari                                        | Zandvoort                                      | Verslag                                        |
| 1970        | Jochen Rindt                                   | Lotus-Ford                                     | Zandvoort                                      | Verslag                                        |
| 1969        | Jackie Stewart                                 | Matra-Ford                                     | Zandvoort                                      | Verslag                                        |
| 1968        | Jackie Stewart                                 | Matra-Ford                                     | Zandvoort                                      | Verslag                                        |
| 1967        | Jim Clark                                      | Lotus-Ford                                     | Zandvoort                                      | Verslag                                        |
| 1966        | Jack Brabham                                   | Brabham-Repco                                  | Zandvoort                                      | Verslag                                        |
| 1965        | Jim Clark                                      | Lotus-Climax                                   | Zandvoort                                      | Verslag                                        |
| 1964        | Jim Clark                                      | Lotus-Climax                                   | Zandvoort                                      | Verslag                                        |
| 1963        | Jim Clark                                      | Lotus-Climax                                   | Zandvoort                                      | Verslag                                        |
| 1962        | Graham Hill                                    | BRM                                            | Zandvoort                                      | Verslag                                        |
| 1961        | Wolfgang von Trips                             | Ferrari                                        | Zandvoort                                      | Verslag                                        |
| 1960        | Jack Brabham                                   | Cooper-Climax                                  | Zandvoort                                      | Verslag                                        |
| 1959        | Jo Bonnier                                     | BRM                                            | Zandvoort                                      | Verslag                                        |
| 1958        | Stirling Moss                                  | Vanwall                                        | Zandvoort                                      | Verslag                                        |
| 1957 1956   | Grand Prix niet verreden.                      | Grand Prix niet verreden.                      | Grand Prix niet verreden.                      | Grand Prix niet verreden.                      |
| 1955        | Juan Manuel Fangio                             | Mercedes                                       | Zandvoort                                      | Verslag                                        |
| 1954        | Grand Prix niet verreden.                      | Grand Prix niet verreden.                      | Grand Prix niet verreden.                      | Grand Prix niet verreden.                      |
| 1953        | Alberto Ascari                                 | Ferrari                                        | Zandvoort                                      | Verslag                                        |
| 1952        | Alberto Ascari                                 | Ferrari                                        | Zandvoort                                      | Verslag                                        |
| 1951        | Louis Rosier                                   | Talbot-Lago                                    | Zandvoort                                      | Verslag                                        |
| 1950        | Louis Rosier                                   | Talbot-Lago                                    | Zandvoort                                      | Verslag                                        |

### Winnaars van de Grand Prix van Zandvoort
| Jaar | Coureur         | Constructeur | Locatie   | Verslag |
| ---- | --------------- | ------------ | --------- | ------- |
| 1949 | Luigi Villoresi | Ferrari      | Zandvoort | Verslag |
| 1948 | Prince Bira     | Maserati     | Zandvoort | Verslag |

## Doden
- Piers Courage. Brits Formule 1 coureur. Tijdens de Grand Prix van 1970 brak bij Tunnel Oost de voorwielophanging van zijn De Tomaso-Ford. De auto vloog onbestuurbaar in de duinen aan de linkerzijde van de baan en brak in stukken. Een afgebroken wiel raakte zijn hoofd waardoor hij vrijwel zeker al dood was voordat de wagen in brand vloog.[11]
- Roger Williamson. Tijdens de Grand Prix van 1973 kreeg Williamson tijdens de wedstrijd een klapband en sloeg over de kop. De wagen raakte in brand en de beklemd zittende coureur overleed in de vlammen.

## Nederlanders in de Grand Prix
De Grand Prix van Nederland was de eerste wedstrijd waarin Nederlanders meededen aan een Formule 1-race. In de eerste officiële GP in 1952 deden twee Nederlanders mee, Dries van der Lof en Jan Flinterman.
In de jaren 60 waren het Carel Godin de Beaufort en (eenmalig) Ben Pon die reden in de Grand Prix.
In de jaren 70 deden Gijs van Lennep, Roelof Wunderink, Jan Lammers, Boy Hayje en Michael Bleekemolen mee aan de race.
In 2021 wist Max Verstappen, als eerste Nederlander ooit, de Grand Prix van Nederland te winnen. Een prestatie die hij in 2022 en 2023 herhaalde. Ook toen startte de Red Bull-coureur vanaf pole position.
1948 · 1949 · 1950 · 1951 · 1952 · 1953 · 1955 · 1958 · 1959 · 1960 · 1961 · 1962 · 1963 · 1964 · 1965 · 1966 · 1967 · 1968 · 1969 · 1970 · 1971 · 1973 · 1974 · 1975 · 1976 · 1977 · 1978 · 1979 · 1980 · 1981 · 1982 · 1983 · 1984 · 1985 · 2020 · 2021 · 2022 · 2023 · 2024 · 2025  · 2026